# Trichoglottis philippinensis
Trichoglottis philippinensis är en orkidéart som beskrevs av John Lindley. Trichoglottis philippinensis ingår i släktet Trichoglottis och familjen orkidéer. Inga underarter finns listade i Catalogue of Life.